# Kalkberge bei Großenlüder

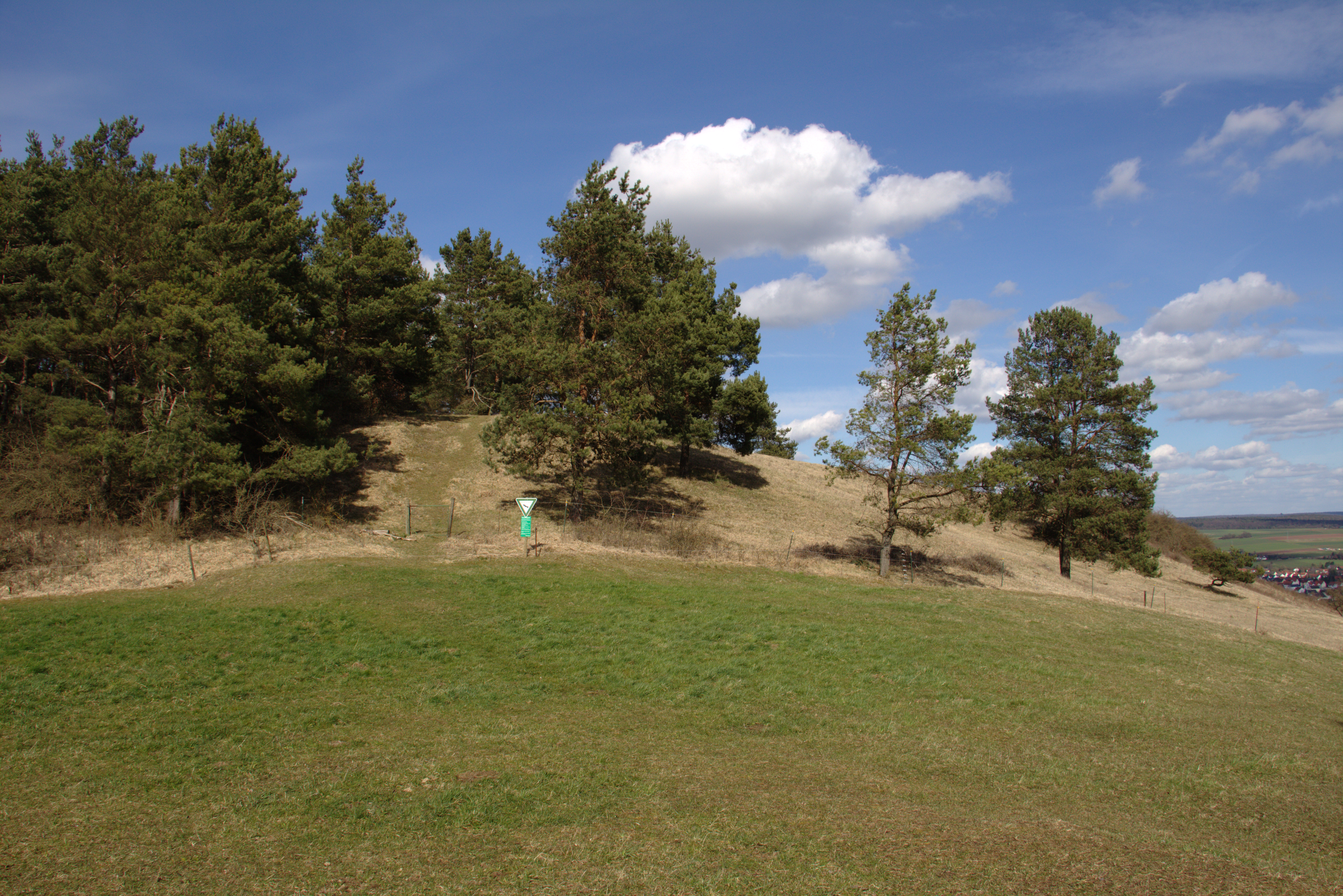
Naturschutzgebiet Kalkberge bei Großenlüder (April 2015)

Das Naturschutzgebiet Kalkberge bei Großenlüder liegt auf dem Gebiet der Gemeinde Großenlüder  im osthessischen Landkreis Fulda.
Das aus drei Teilflächen bestehende Gebiet erstreckt sich südwestlich des Kernortes Großenlüder und südöstlich von Müs, einem Ortsteil von Großenlüder, zu beiden Seiten der B 254. Westlich des Gebietes fließt die Altefeld, südöstlich verläuft die Landesstraße L 3141 und fließt die Lüder, ein Nebenfluss der Fulda.

## Bedeutung
Das 46,2 ha große Gebiet steht seit dem Jahr 1999 unter der Kennung 1631039  unter Naturschutz.